# Капицукки, Джанроберто
Джанроберто Капицукки (Gianroberto Capizucchi) — католический церковный деятель XI-XII веков. Родился в знатной римской семье, из которой также появились кардиналы Роберто Капицукки (1097), Пьетро Капицукки (1122), Джанантонио Капицукки (1555) и Раймондо Капицукки O.P. (1681). На консистории 1088 года провозглашен кардиналом-священником церкви Сан-Клементе. В 1095 получил другой титул. В марте 1112 года участвовал в Латеранском синоде.